# اوا دارلان
اِوا دارلان (فرانسوی: Éva Darlan‎؛ زادهٔ ۳ سپتامبر ۱۹۴۸) هنرپیشه اهل کشور فرانسه است.

## قسمتی از فیلمشناسی
- زن اغواگر
- حرف یک پلیس
- اسباب‌بازی
- یک روز در موزه
- پارکینگ
- یکی و دیگری

## جوایز و افتخارات
- نامزد جایزهٔ سزار برای بازی در فیلم «یک داستان ساده» -۱۹۷۸